# Jørgen Bukdahl
Jørgen Peter Pedersen Bukdahl (født 8. december 1896 i Sundby på Falster, død 2. november 1982 i Askov) var en dansk kulturskribent og litteraturkritiker.

## Liv og virke
Bukdahl voksede op i et lærerhjem i Sundby på Lolland og blev i 1916 student fra Ribe Katedralskole. Han studerede derefter bl.a. litteraturhistorie ved Københavns Universitet, dog uden at afslutte med eksamen. I studietiden var han medstifter af det litterære selskab Renaissance, hvor han sammen med bl.a. Rudolf Broby-Johansen og Emil Bønnelycke søgte mod en fornyelse af digtekunsten – også med egne digte og noveller.
Fra sit giftermål med den norske Magnhild Ødvin (1899–1988) i 1925 og frem til 1932 var Bukdahl bosat i Norge samt en kort periode i Sverige. Resten af livet levede han i Askov, hvor både han og hustruen var nært knyttet til højskolen. Han var dog aldrig ansat ved skolen, men var gennem mange år fast gæsteforelæser. I øvrigt ernærede han sig som fri forfatter og foredragsholder.
Bukdahl var fra sit barndomshjem præget af den grundtvigske folkelighed samt af den nordiske tanke. Desuden fik ideen om et tættere europæisk samarbejde en stor plads i hans forfatter- og foredragsvirksomhed. Også danskheden i Sydslesvig omfattede han med stor interesse.
Igennem en årrække, især i 1930´erne stod Bukdahl i et betydeligt modsætningsforhold til den akademiske københavnske litteraturkritik repræsenteret ved forfatteren og kritikeren Kai Friis Møller. 
Bukdahl var far til teologen Jørgen K. Bukdahl. Sønnesønnen Lars Bukdahl er fulgt i farfaderens fodspor som litteraturkritiker.
Han er begravet ved Askov Kirke.
- Gravsten på Askov Kirkegård
- Mindesten i Skibelund Krat

## Udgivelser (udvalg)
- Norsk national Kunst (1924)
- Det skjulte Norge (1926)
- Dansk national Kunst (1929)
- Det moderne Danmark (1931)
- Mellemkrigstid I-IV, artikler og foredrag (1941-45)
- Langs en gammel Grænse, erindringer (1947)
- Rusland bag Stalin (1948)
- Kierkegaard og den menige mand (1961)
- Forgyldning og svinelæder (1966)
- Folkelighed og Eksistens (1971)